# 描林沓瓦站
描林沓瓦站位在馬尼拉大都會奎松市，屬於馬尼拉輕軌1號線的車站，於2010年3月22日正式啟用。該車站緊鄰北呂宋高速公路，共同串起呂宋北部的交通。

## 附近地標

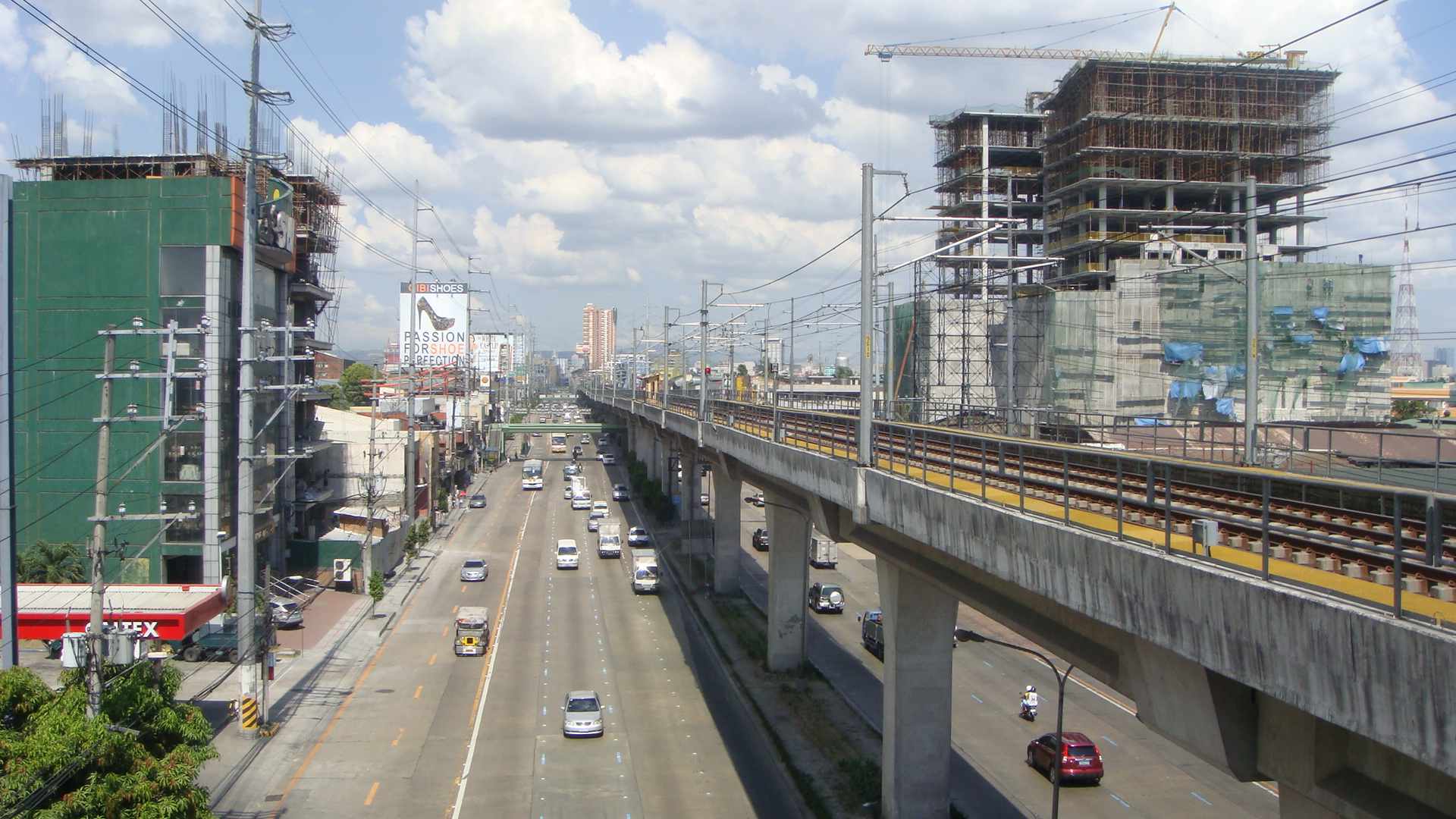
從車站望向描林沓瓦

車站坐落於奎松市和加洛坎市邊界地帶，附近即為描林沓瓦市場。另有道路和接駁車通往阿亞拉購物中心苜蓿葉館。

## 車站結構
| 3樓  | 側式月台，車門由右側開啟 | 側式月台，車門由右側開啟         |
| 3樓  | A月台                    | ← 1號線 小費爾南多·波因方向      |
| 3樓  | B月台                    | → 1號線 桑托斯博士方向 →         |
| 3樓  | 側式月台，車門由右側開啟 |                                  |
| 2樓  | 車站大廳                 | 驗票閘門、售票亭、車站控制、商店 |
| 地面 | 街區                     | 描林沓瓦市場                     |